# 蘭帕 (智利)
33°17′S 70°54′W / 33.283°S 70.900°W

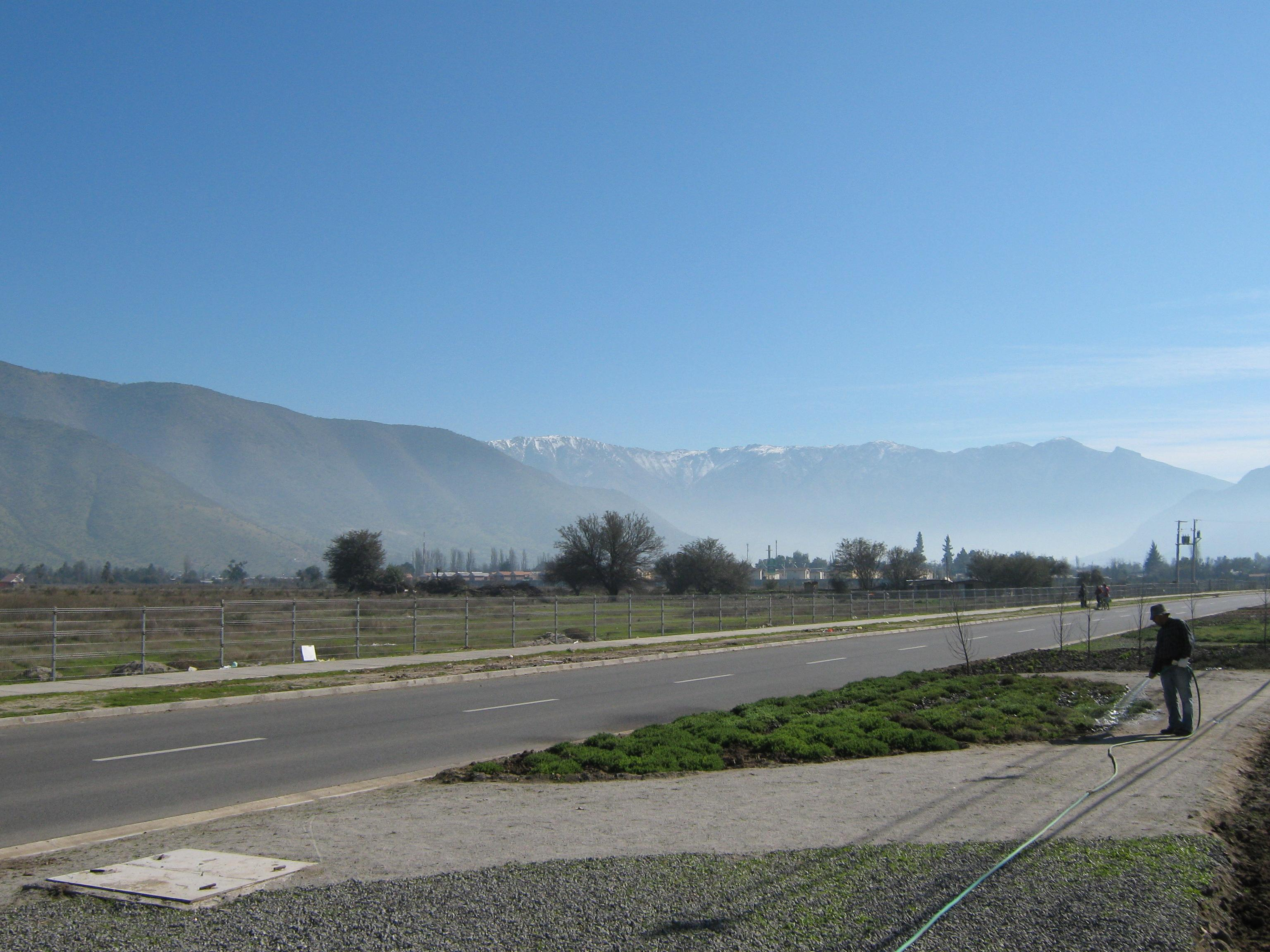

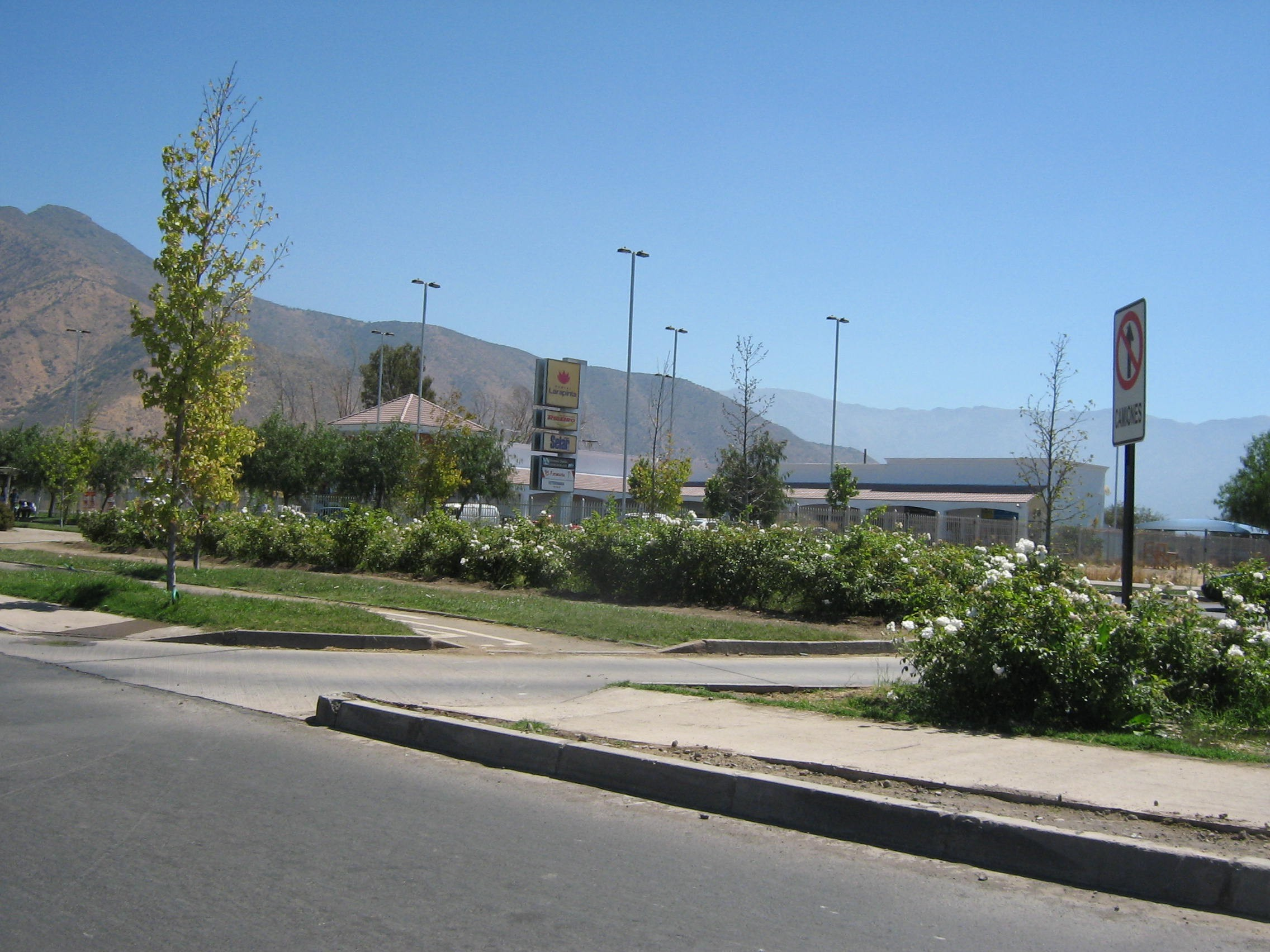

蘭帕（西班牙語：Lampa），是智利的城市，位於該國中部聖地亞哥首都大區的查卡布科省，始建於1888年，面積451.9平方公里，海拔高度496米，2002年人口40,228人，人口密度每平方公里89人。